# أندي فنتون
أندي فنتون (بالإنجليزية: Andy Fenton)‏ هو لاعب قذف أيرلندي، ولد في 1952 في Kiltormer ‏ في جمهورية أيرلندا.